# Вальтер Гладіш
Вальтер Гладіш (нім. Walter Gladisch; 2 січня 1882, Берлін — 23 березня 1954, Бад-Гомбург) — один з керівників німецького ВМФ, адмірал (30 вересня 1933).

## Біографія
12 квітня 1898 року вступив на флот кадетом. Підготовку пройшов на навчальному кораблі «Шарлотта» і в військово-морському училищі. У 1900-02 роках служив на важкому крейсері «Грета», на якому здійснив плавання на Далекий Схід. У 1903-06 роках знову служив в Азії. З 1 жовтня 1907 року — вахтовий офіцер на лінійному кораблі «Ганновер», в серпні-вересні 1908 року — «Швабія». Учасник Першої світової війни, 1-й артилерійський офіцер лінійного корабля «Нассау» (1 жовтня 1912 — 13 жовтня 1916) і важкого крейсера «Фон дер Танн» (17 жовтня 1916 — 23 серпня 1917). З 24 серпня 1917 року — 2-й офіцер Адмірал-штабу в штабі командувача флотом відкритого моря. 1 березня 1919 року очолив Політичний відділ Імперського морського управління, а 1 жовтня 1919 року — Відділ флоту. Був серед тих, хто, незважаючи на важкі умови Версальського миру, доклав усіх зусиль до того, щоб зберегти кадри німецького флоту. З 3 липня 1923 року — командир крейсера «Аркона», з 1 грудня 1923 року — крейсера «Амазон». 24 березня 1925 року очолив штаб флоту. З 15 жовтня 1928 року — командувач ВМС на Балтиці і командувач розвідувальними силами. 1 жовтня 1931 року призначений командувачем флоту. Негативно поставився до приходу до влади нацистів і вже 1 жовтня 1933 року був замінений Ріхардом Ферстером і звільнений у відставку. 22 березня 1939 року знову зарахований на службу і 13 вересня призначений на високу, але яка не давала ніякої влади, посаду імперського комісара Вищого призового суду в Берліні. 30 липня 1943 року вийшов у відставку.

## Нагороди
- Китайська медаль в бронзі
- Залізний хрест
  - 2-го класу (3 січня 1915)
  - 1-го класу (26 грудня 1917)
- Військова медаль (Османська імперія) (13 листопада 1917)
- Військовий Хрест Фрідріха-Августа (Ольденбург) 2-го (із застібкою «Перед ворогом») і 1-го класу (26 травня 1918) — отримав 2 нагороди одночасно.
- Ганзейський Хрест (Гамбург; 17 вересня 1918)
- Хрест «За військові заслуги» (Австро-Угорщина) 3-го класу з військовою відзнакою
- Хрест «За вислугу років» (Пруссія) (22 березня 1920)
- Орден морських заслуг (Іспанія), великий хрест білого дивізіону (24 березня 1930)
- Почесний хрест ветерана війни з мечами